# Weltanschauung
Unter einer Weltanschauung versteht man heute vornehmlich die Gesamtheit persönlicher Wertungen, Vorstellungen und Sichtweisen, welche die Deutung der Welt, die Rolle des Einzelnen in ihr, die Sicht auf die Gesellschaft und teilweise auch den Sinn des Lebens betreffen. Sie ist damit die grundlegende kulturelle Orientierung von Individuen, Gruppen und Kulturen. Werden diese Überzeugungen reflektiert und systematisiert und fügen sich so zu einem zusammenhängenden Ganzen, kann von einer geschlossenen Weltanschauung beziehungsweise einem Glaubenssystem gesprochen werden. Solche Systeme können von einer Gruppe, einer Gesellschaft und selbst von mehreren Kulturen geteilt werden, wie es etwa bei großen Religionsgemeinschaften, Weltanschauungsgemeinschaften oder deren gesellschaftlicher Wirkung der Fall ist.
Weltanschauungen sind teils soziokulturell bestimmt, also traditionsgebunden, teils geprägt durch transkulturelle philosophische oder religiöse Vorstellungen, und teils bestimmt durch spirituelle und esoterische Geheimwissenschaften. Die Grundlage der traditionell ganzheitlichen und mythisch erklärten Weltanschauungen der naturangepassten Kulturen fasste Claude Lévi-Strauss unter die Bezeichnung „Wildes Denken“. Heute können auch einzelwissenschaftliche Erkenntnisse eine „Weltanschauung“ bestimmen und verändern.
Der verwandte Begriff Weltsicht ist weiter gefasst und beinhaltet über die persönlichen Wertvorstellungen und Sinnfragen hinaus z. B. auch gesellschaftliche und physikalische Erklärungsmuster unterschiedlichster Phänomene.
Der normative Anspruch einer Weltanschauung kann als absolut und exklusiv verstanden werden; der Begriff „Weltanschauung“ beinhaltet aber auch die Möglichkeit (oder den Hinweis), dass auch andere Meinungen möglich sind. Themenkreise, die von einer Weltanschauung in organischer Gesamtheit abgedeckt werden können, betreffen häufig Inhalte und Beziehungen zwischen Naturwissenschaft, Philosophie und Religion, Politik und Wirtschaft, Natur und Kultur, Brauchtum und Moral. Verschiedene Wissenschaftler haben Gesellschaften nach ihren Weltanschauungen und der daraus hervorgehenden Motivation zum kulturellen Wandel klassifiziert (→ siehe dazu: Kalte und heiße Kulturen oder Kulturelemente).
Das deutsche Wort „Weltanschauung“ ist in vielen Sprachen der Welt ein Lehnwort, z. B. im Englischen,  Französischen und Italienischen.

## Weltanschauung und Ideologie
Der Begriff Ideologie wird häufig synonym zu Weltanschauung verwendet. Eine strenge Unterscheidung der beiden Begriffe ist nicht möglich, vielmehr rechtfertigt eine Abgrenzung lediglich die verschiedene Verwendung der Begriffe in der Literatur, Philosophie und Soziologie. So wird „Weltanschauung“ eher für ganzheitliche, weniger theoretisch ausformulierte Sichtweisen auf die Welt und den Menschen verwendet als die „Ideologie“. Letztere möchte überdies die Welt nicht nur erklären, sondern auch beeinflussen. Die begriffliche Unterscheidung zwischen „bösen Ideologien“ und „guten Weltanschauungen“ (die vor allem durch Karl Marx geprägt wurde) kommt ausschließlich in der deutschen Literatur vor. Die häufig abwertende (pejorative) Verwendung des Ideologie-Begriffes im allgemeinen Sprachgebrauch für manipulative, unzulängliche oder nicht wissenschaftlich begründete Ideen-Systeme und Theorien geht darauf zurück.

## Abgrenzung gegenüber Weltbild, Philosophie und Religion
Im alltäglichen Sprachgebrauch häufig synonym mit „Weltanschauung“ verwendet, aber von einer „Weltanschauung“ im engeren Sinn zu unterscheiden sind
- der Begriff „Weltbild“,
- die philosophischen Disziplinen (zum Beispiel die Metaphysik, Ethik, Erkenntnistheorie) und
- die Religionen.

„Weltanschauung“ bezieht sich eher auf die systematischen, prinzipiellen oder durch Gesinnung bestimmten Aspekte, aus deren Anwendung auf die Welt dann ein Bild der Welt, das Weltbild, resultiert. Während im späten 19. und beginnenden 20. Jahrhundert häufig von einer „naturwissenschaftlichen Weltanschauung“ gesprochen wurde, wird heute häufig der Begriff des naturwissenschaftlichen Weltbildes bevorzugt.
Hintergrund ist die Annahme, dass Weltanschauungen immer auch normative und metaphysische Annahmen beinhalten, die jenseits des Bereichs empirischer Forschung liegen. Allerdings sind die Begriffe „naturwissenschaftliche Weltanschauung“ und „naturwissenschaftliches Weltbild“ beide dem Einwand ausgesetzt, fälschlich die Möglichkeit voraussetzungsloser Forschung zu suggerieren.

## Begriffs- und Bedeutungsgeschichte

### 18. und 19. Jahrhundert
Das Kompositum „Weltanschauung“ findet sich zuerst in Immanuel Kants Kritik der Urteilskraft (Erster Theil, Zweites Buch, § 26) von 1790. Die Kritik der Urteilskraft ist Kants dritte Kritik und enthält seine philosophische Ästhetik. Der Begriff fällt – eher nebenbei – im Kapitel, welches die Grundlegung des ästhetischen Empfindens überhaupt leisten soll: die Analytik des Erhabenen.
„Weltanschauung“ bedeutet also zunächst ganz allgemein die Fähigkeit, die Welt unter eine ästhetisch-rezeptive Anschauung zu bringen und sie als unendlich vielfältige Erscheinung in Begriffe zu fassen. In Kants Werk kommt diesem Begriff keine entscheidende systematische Bedeutung zu.
Zunehmend wichtig wird der Begriff Weltanschauung ab 1800 in der Romantik, soweit sie sich gegen einen als überzogen empfundenen Rationalismus der Aufklärungsepoche wendet und diesem einen holistischen und integrierenden Ansatz entgegenhält.
Verwendungen des Begriffes sind etwa bei Friedrich Schelling (1799) und Novalis (vor 1801) belegt:

„Die Welt ist Resultat eines unendlichen Einverständnisses, und unsere eigene innere Pluralität ist der Grund der Weltanschauung.“

Insofern lässt sich hier ein entscheidender Bedeutungswandel des Begriffes feststellen:
in den Vordergrund tritt das subjektive Empfinden, das persönliche Bild von der Welt als Summe eben nicht nur rationaler Erkenntnis, sondern auch von Erfahrung und Gefühl. Damit behauptet die Weltanschauung auch ein unhintergehbares Eigenrecht gegen andere (persönliche) Anschauungen, und aus dem Singular Weltanschauung wird der Plural der Anschauungen.
Friedrich Schleiermacher formuliert 1813 in den Vorlesungen über Pädagogik entsprechend:

„Es ist die Weltanschauung eines jeden, worin die Totalität aller Eindrücke zu einem vollständigen Ganzen des Bewusstseins bis auf den höchsten Punkt gesteigert […] gedacht wird.“

Weltanschauung wird dabei nicht als bloß subjektiv-spekulatives Meinen über die Dinge in der Welt verstanden, sondern als ein prozessualer Bildungsweg der zunehmenden persönlichen Integration von Wissen über Naturwissenschaft und Geschichte, die die „höchste Selbsttätigkeit des menschlichen Geistes“ voraussetzt, und deren Ziel ein „zusammenhängendes Ganzes“ sei.
Für Johann Wolfgang Goethe versteht sich gerade der Begriff der Anschauung als dem bloßen intellektuellen Verstehen entgegengesetzt und wohl überlegen: versucht doch der Blick, das Ganze in seinem organischen Zusammenhang zu fassen, während das Verstehen – das ein Hören oder Hören als Lesen ist – stets nur ein Bearbeiten des Partikularen sein kann, das der Sache nicht gerecht wird.
In dieser Hinsicht ist Goethes Optizismus, seine Bevorzugung des Augenscheins gegenüber einer intellektuellen, sezierenden Analyse, für die weitere kulturelle Bedeutung des Begriffes entscheidend: Sie rechtfertigt gerade das Unterlassen der intellektuellen Analyse zugunsten der Anschauung als einer anderen – überlegenen – Form der Erkenntnis (Vgl. hierzu die Kontroverse über Goethes Farbenlehre).
Gerade in der Goethe-Rezeption am Anfang des 20. Jahrhunderts wird diese Eigenheit als eine spezifisch deutsche – das soll heißen: besonders tiefgründige – Betrachtungsweise den anderen europäischen Erkenntnismethoden entgegengesetzt: als schauendes Denken.
Schon früh artikuliert sich aber auch Kritik am Modewort „Weltanschauung“, welches den engeren Bereich der akademischen Philosophie verlässt, etwa beim Skeptiker Jacob Burckhardt:

„Vor Zeiten war ein jeder ein Esel auf seine Faust und ließ die Welt in Frieden; jetzt dagegen hält man sich für 'gebildet', flickt eine 'Weltanschauung' zusammen und predigt auf die Nebenmenschen los.“

Dabei richtet sich die Kritik zumeist gegen die bürgerliche Popularisierung des Begriffes und dessen oberflächliches Bedürfnis nach „Tiefsinn“. Julian Schmidt gegen Friedrich Hebbel:

„Es ist mit jener Anforderung, das Drama solle eine ‚Weltanschauung‘ geben, nicht viel zu machen. Dieses leidige Wort […] ist seit dem Faust durch unsere halbphilosophischen Kunstkritiker so im Katechismus festgesetzt, daß ein Drama, welches nicht eine Weltanschauung enthält […] gar nicht mehr angesehen wird.“

Der Begriff „Weltanschauung“ weitet sich bald bis zur Unkenntlichkeit: Das Wörterbuch der philosophischen Begriffe von Rudolf Eisler verweist unter dem Lemma „Weltanschauung“ kurzerhand auf das Lemma „Philosophie“ oder er wird in sprachkritischer Absicht mit der Alltagssprache gleichgesetzt:

„Von allen diesen Worten ist gegenwärtig keines so im Schwange wie: Weltanschauung. Der müsste schon ein ganz armseliger Tropf sein, wer heutzutage nicht seine eigene Weltanschauung hätte. Ich glaube aber schon (Kr. d. Spr. I S. 538 und III 235) gezeigt zu haben, daß nicht nur die Weltanschauung des schlichtesten Mannes aus dem Volke, sondern auch die Weltanschauung des Dichters und Denkers identisch sei mit seinem Sprachvorrat und seinem Sprachgebrauch, daß wir diese Sprachbereitschaft oder Weltanschauung nicht immer ganz beisammen haben, daß die Weltanschauung eines Menschen von seiner allgemeinen und von seiner augenblicklichen Seelensituation abhänge. In diesem Sinne darf man freilich sagen, daß jeder Tropf seine eigene Weltanschauung habe, in seiner Individualsprache nämlich.“

### 20. Jahrhundert
Die sozialphilosophische Diskussion am Beginn des 20. Jahrhunderts ist vor allem geprägt durch eine sehr weitgehende Relativierung von philosophischen und religiösen Wahrheitsansprüchen. Die Wahrheit wird dabei vor allem zum „Verhältnisbegriff“ (Simmel, 1907) erklärt, was man letztlich als eine Vergesellschaftung des Perspektivismus verstehen kann. Bei Georg Simmel finden sich etwa neben Weltanschauung auch Bildungen wie „Lebensanschauung“ (Simmel, 1918) des „Grenzwesens Mensch“. In diesen Zusammenhang gehört auch die Vorstellung, dass es sich bei einer Weltanschauung um ein begrenztes Gehäuse handele (das allerdings im Sinne Simmels auch der Überschreitung, des „Mehr-Lebens“ fähig sei).
Einen wichtigen Beitrag zur Relativierung von Wahrheitsansprüchen bietet nicht nur die soziologische Beobachtung gesellschaftlichen Pluralismus' und sozialer Wirklichkeitskonstruktion (in diesem Sinne ist auch der Anspruch von Simmels Philosophie des Geldes zu verstehen), sondern sie wird schon als Diskussion in der Philosophie selbst geführt. Zunächst noch im Bemühen um eine normative – nicht relativistische oder historische – Grundlegung des Verhältnisses der Naturwissenschaften zu den Geisteswissenschaften hatte etwa Wilhelm Windelband noch aus der „allgemeinen Gesetzmäßigkeit der Dinge“ den „festen Rahmen unseres Weltbildes“ abzuleiten versucht.
Sein Schüler Heinrich Rickert (s. a.: Neukantianismus, südwestdeutsche Schule) entledigt sich dieses normativen Anspruchs zugunsten einer Problematisierung geisteswissenschaftlicher Methodologie und versteht menschliche Kultur (wie auch soziales Leben allgemein) als Wertebeziehung (s. a.: Wertphilosophie). Damit fokussiert sich die Problemstellung künftig auf das Phänomen der Geltung von Werten, und nicht mehr auf dessen – wie auch immer verstandenen – Realitätsbezug.
Wilhelm Dilthey versucht eine Typologie der Weltanschauungen in seiner Weltanschauungslehre (Die Typen der Weltanschauung und ihre Ausbildung in den Metaphysischen Systemen. Berlin 1919). Sie stellt weiter den Versuch dar, die existierenden philosophischen Systeme in ihrem Zusammenhang mit dem Leben, der Kultur und Religion, den spezifischen Erfahrungen des Menschen zu verstehen und beansprucht letztlich, eine „Philosophie der Philosophie“ zu sein.
Dilthey formuliert als seinen „Hauptsatz“ der Weltanschauungstheorie:

„Die Weltanschauungen sind nicht Erzeugnisse des Denkens. Sie entstehen nicht aus dem bloßen Willen des Erkennens. […] Aus dem Lebensverhalten, der Lebenserfahrung, der Struktur unserer psychischen Totalität gehen sie hervor.“

Damit ist für Dilthey die Weltanschauung an den Begriff des Lebens geknüpft, das in seiner Endlichkeit immer nur perspektivisch und in Ausschnitten zur Anschauung des niemals zu erreichenden Ganzen kommt. Weltanschauungen sind für Dilthey – wie auch philosophische Systeme – an das Herzblut eines Menschen geknüpft, an eine sie tragende Grundstimmung. Diese allein macht philosophische Systeme und Weltanschauungen mit ihren nie zu lösenden inneren Widersprüchen erst „lebensfähig“. Treffen verschiedene solcher Weltanschauungen aufeinander, so kann es zum „Kampf der Weltanschauungen“ kommen.
Karl Jaspers’ Psychologie der Weltanschauungen (Berlin 1919) versucht sich an einer Analyse der Elemente von Weltanschauungen in einer Weltanschauungspsychologie. Er unterscheidet als die „statischen Elemente“ einer Weltanschauung:
- Verhaltensweisen des Subjektes (gegenständliche, selbstreflektierte, enthusiastische) und
- Weltbilder (sinnlich-räumliche, seelisch-kulturelle, metaphysische).

Diese Anschauungen zerbrechen in existentiellen Situationen wie Leiden, Kampf und Tod und zeigen dabei den Charakter des Menschen.
Karl Mannheims Ideologie und Utopie von 1929 untersucht die weltanschaulichen Kämpfe der Moderne vor allem unter sozialhistorischen Aspekten. Er formuliert die Idee einer Wissenssoziologie, die als wertfreie Ideologieforschung konzipiert ist und den allgemeinen totalen Ideologiebegriff in Relation zur eigenen wissenschaftlichen Position setzen soll, indem sie den Zusammenhang von jeweiliger sozialer Seinslage und historisch bewusstseinsmäßiger Perspektive herausarbeitet.
Unter „totalem Ideologiebegriff“ versteht Mannheim: die „totale Bewusstseinsstruktur eines ganzen Zeitalters“ – welche in diesem Fall genau der Umstand einer tiefgreifenden Ideologisierung ist. Sinn des Unterfangens ist letztlich die „Selbstkorrektur“ nicht nur der sozialwissenschaftlichen Methodologie und die Zurückweisung der zunehmenden Ideologisierung in der Soziologie („partikulare Ideologie“ als gegenseitige Ideologieunterstellung), sondern letztlich die Offenheit des Denkens erneut zu gewährleisten.
Dass Mannheim hier nahezu durchgehend von Ideologie und nicht von Weltanschauung spricht, obwohl die Wissenssoziologie genau auf das weltanschauliche Denken zielt, deutet auf zwei Sachverhalte:
- zum einen wird die Ideologieanalyse zur „Metatheorie der Weltanschauung“ der weltanschaulichen Perspektive enthoben,
- zum anderen hat sich der Begriff bereits auf eine engere, d. h. politisch rechte Bedeutung zurückgezogen.

Sigmund Freud beendet seine „Neue Folge der Vorlesungen zur Einführung in die Psychoanalyse“ (1932) mit der 35. Vorlesung Über eine Weltanschauung. Er setzt sich darin kritisch mit dem Anspruch von Weltanschauungen auseinander. Auf eine ähnliche narzisstische Struktur greift Adorno zurück, wenn er dreißig Jahre später in seiner „Philosophischen Terminologie“ (1962–63) die Liquidation der Weltanschauung zur Aufgabe der Philosophie erklärt.
Romano Guardini prägte die Begriffe der „katholischen Weltanschauung“ bzw. „christlichen Weltanschauung“ zwischen 1923 und 1964 vor allem durch seine Berufungen an die gleichnamigen Lehrstühle der Universität Breslau, der Friedrich-Wilhelms-Universität Berlin, der Eberhard Karls Universität Tübingen sowie der Ludwig-Maximilians-Universität München.

#### Politisierung
Für die 1920er und 1930er Jahre lässt sich eine geradezu inflationäre Verwendung des Begriffes der Weltanschauung – vor allem in rechts-konservativen und nationalistischen Kreisen – konstatieren, die an dessen romantischen Bedeutungsgehalt anzuknüpfen scheint. Diese affirmative Selbst-Identifikation der Rechts-Konservativen mit dem Weltanschauungsdenken hat den Begriff lange geprägt und beginnt erst heute in Vergessenheit zu geraten.
Armin Mohler, ein sich selbst dem rechten Lager zurechnender Chronist der „Konservativen Revolution“, definiert:

„Weltanschauung ist nicht dasselbe wie Philosophie. Während die Philosophie ein Teil des alten geistigen Gehäuses des Abendlandes ist, fassen wir die Weltanschauung als ein Ergebnis des Zerfalls dieses Gehäuses auf. Der Versuch die Weltanschauung bloß als eine weniger klar durchgebildete Philosophie […] zu verstehen, sieht am wesentlichen vorbei.“

Das Wesentliche für Mohler ist, „daß in ihr [sc. der Weltanschauung] Denken, Fühlen, Wollen nicht mehr reinlich geschieden werden können.“
Damit wird Weltanschauung geradezu zu einem Kampfbegriff gegen den Begriff der Ideologie gesetzt.
Von entscheidendem Einfluss für die spätere nationalsozialistische Verwendung des Begriffes Weltanschauung dürfte nicht zuletzt auch Oswald Spenglers universalhistorische Ausweitung des Begriffes in Der Untergang des Abendlandes von 1918 sein: nicht nur lehnt sich Spenglers eigene wissenschaftliche Erkenntnismethode eng an Nietzsches Perspektivismus und Goethes Metamorphosenlehre (vgl. Goethe: Metamorphose der Pflanzen, 1790.) an – und versteht sich in dieser Hinsicht als besonders deutsch und tiefgründig. Auch stellt sich für Spengler die Geschichte der Kulturen als ein Kampf der Weltanschauungen dar. Weltanschauungen sind in diesem Verständnis kollektive, unausgesprochen geteilte Ansichten über Gestalt und Sinn der Welt und Bestimmung des Menschen. Seine besondere Betonung liegt auf der Unausweichlichkeit einer einmal getroffenen Anschauungsweise für den gesamten Werdegang einer Kultur; sie bestimmt dessen Schicksal bis zum Schluss. Im Laufe der Geschichte einer Kultur würden letztlich nur die Grundmotive einer spezifischen Weltanschauung stilistisch variiert. Dabei deutet aber gerade der konkrete Begriff „Weltanschauung“ für den Kulturpessimisten Spengler bereits auf eine Reflexion der eigenen Grundlagen und der eigenen Perspektive und damit schon auf dessen innere Schwäche und ihren Niedergang.

#### Kritik
Eine kritische Beschäftigung mit dem Thema Weltanschauung stellt Martin Heideggers Vortrag Die Zeit des Weltbildes von 1938 dar. Heidegger hatte sich noch 1933/34 entschieden für die Nationalsozialisten engagiert, während ab 1936 – u. a. anhand der Beschäftigung mit Nietzsche und dem Nihilismus – seine Haltung distanzierter wurde. Heideggers Kritik am Nationalsozialismus ist keine politische Kritik, sondern eine Kritik, die die gesamte abendländische Metaphysik trifft.
Für Heidegger stellt Weltbild ein Mittel der technisch-wissenschaftlichen Zurichtung der Welt in der Neuzeit dar, auf welche die abendländische Metaphysik hinausliefe. Die Vorstellung von der Welt werde zum Symptom der Vergegenständlichung von Sein als Seiendes (siehe auch Ontologische Differenz) und damit zur Abkehr von einer wie auch immer gedachten Besinnung

„Daß die Welt zum Bild wird, ist ein und derselbe Vorgang mit dem, daß der Mensch innerhalb des Seienden zum Subjectum wird.“ [und] „Sobald die Welt zum Bilde wird, begreift sich die Stellung des Menschen als Weltanschauung […]. Dies bedeutet: Das Seiende gilt erst als seiend, sofern es und soweit es in dieses Leben ein- und zurückbezogen, d. h. erlebt und Erlebnis wird.“

Der Mensch mache sich zum Maß und zur Richtschnur alles Seienden:

„Weil diese Stellung sich als Weltanschauung sichert, gliedert und ausspricht, wird das neuzeitliche Verhältnis zum Seienden in seiner entscheidenden Entfaltung zur Auseinandersetzung von Weltanschauungen […]. Für diesen Kampf der Weltanschauungen setzt der Mensch die uneingeschränkte Gewalt der Berechnung, der Planung und der Züchtung aller Dinge ins Spiel.“

#### Im Nationalsozialismus
In der Sprache des Nationalsozialismus war Weltanschauung propagandistisch attraktiv (siehe auch: Dezisionismus).
Der Nationalsozialismus bezeichnete sich selbst als Weltanschauung und nicht als Ideologie. Der Begriff Weltanschauung diente zunächst der Artikulation des Nationalsozialismus in Schriften wie Hitlers Mein Kampf (1925) oder Alfred Rosenbergs Mythus des 20. Jahrhunderts (1930), und wurde später auch institutionell verankert: Im Jahr 1934 wurde Rosenberg von Hitler zum Beauftragten für „geistige und weltanschauliche Schulung und Erziehung“ der NSDAP ernannt und leitete diese Tätigkeit mit der Rundfunkrede Der Kampf um die Weltanschauung ein. Während man einer Ideologie nur anhängen kann, so werden Weltanschauungen geteilt – oder auch nicht. Im Sinne des Nationalsozialismus wurde eine Weltanschauung gelebt: sie entzieht sich der Kritik, da sie die Wahrnehmung selbst bereits bestimmt und alle Lebensbereiche unter ihrer Perspektive interpretieren und umformen kann. So werden zugleich, darauf macht Victor Klemperer in LTI aufmerksam, alle möglichen Positionen und selbst die Philosophie zu bloß konkurrierenden Anschauungen degradiert, gegen welche sich der Nationalsozialismus als „totale Weltanschauung“ durchsetzen sollte – und zwar durch die Mittel der Überzeugung der Zaudernden durch Propaganda bis hin zur physischen Vernichtung all jener, die die Weltanschauung des Nationalsozialismus nicht teilen wollten oder sollten.

#### Nach 1945
Der Begriff „Weltanschauung“ scheint durch die nationalsozialistische Verwendung im wissenschaftlichen Sprachgebrauch nachhaltig diskreditiert, auch wenn sich diese Position erst im Laufe der 1950er und 1960er Jahre durchsetzte. Von 1947 bis 1949 erschien etwa noch eine 5-bändige „Geschichte der abendländischen Weltanschauungen“ von Hans Meyer, während in der Gegenwart nur wenige Publikationen das Wort „Weltanschauung“ in einem nicht-historischen Sinne im Titel führen. Problematisch und für philosophische Erörterung ungeeignet scheint vor allem die enorme Spannweite oder anders formuliert die Ungenauigkeit und damit die assoziative Beliebigkeit des Begriffes. In Teilen der rechtswissenschaftlichen Literatur wird er weiterhin verwendet.
In der aktuellen soziologischen Theoriebildung kommt dem Begriff der Weltanschauung keine analytische Bedeutung mehr zu: der (aus Sicht einiger unhintergehbare) Perspektivismus sowohl der beteiligten Individuen, wie gesellschaftlicher Subsysteme geht in der Analyse der Kommunikationsbedingungen und -situationen als Interaktionssysteme vollständig auf.
So ist „Sinn“ etwa für Niklas Luhmann nur ein Mittel zur Reduktion von Komplexität in einer gegebenen Umwelt, welche die Kommunikation selbst ist – und damit eine der Kommunikation letztlich untergeordnete Funktion, die die Anschlussfähigkeit der Kommunikation sicherstellen soll (siehe auch: Systemtheorie (Luhmann)). Auch das Interesse Jürgen Habermas’ richtet sich eher auf die Möglichkeit gelingender Interaktion im Diskurs, als auf ein statisches Konzept existierender Positionen. Die Soziologie ersetzt also den tendenziell zum Solipsismus neigenden Begriff der Weltanschauung zugunsten einer Beobachtung der Dynamik von Kommunikationsprozessen und intersubjektiver Wahrheit (siehe auch: Intersubjektivitätsphilosophie).
Der Begriff der Weltanschauung taucht in der Soziologie und Politikwissenschaft allenfalls noch dort auf, wo es um eine Ideologiekritik im engeren Sinne geht, wo also eher in der Tradition Mannheims verfahren wird, etwa bei Ernst Topitschs Weltanschauungsanalyse als Kritik des Marxismus.
Unbenommen seiner Verwendung in der Alltagssprache, ist der Begriff der Weltanschauung damit aus dem wissenschaftlichen und auch aus dem philosophischen Sprachgebrauch nahezu verschwunden.
Hans Blumenberg fasst die Struktur des Begriffes noch einmal im Rückblick auf Kants Begriffserfindung in der KdU folgendermaßen zusammen:

„Wenn in Bezug auf die Welt keine Anschauung verstattet und dennoch Anschauung unverzichtbar ist, greifen Substitutionen ein, Erlebnisse für Sachverhalte: das Gewaltige für das Unermessliche – absolute Metaphern, deren Risiko darin besteht, daß sie, als „beim Wort genommene“, zur Dogmatik eben dessen werden, was am Ende „Weltanschauung“ heißt und vordergründige Befriedigung an der Durchsichtigkeit wie Übersichtlichkeit der Dinge suggeriert. Es ist mehr ein Begriffsschicksal als eine Begriffsgeschichte.“

Hans Blumenberg: Lebenszeit und Weltzeit. FfM 2001. S. 9 f.
Jenseits des akademischen Diskurses, im Bereich der Alternativmedizin, der anthroposophischen Pädagogik und Heilkunde, floriert bis heute ein Weltanschauungsbegriff, dessen Herkunft in Rudolf Steiners Goethe-Studien sowie in der durch seine Herausgeberschaft beeinflusste Rezeption der naturwissenschaftlichen Schriften Goethes noch einer näheren Untersuchung harrt. Die strukturelle Nähe aktueller ganzheitlicher Konzepte zum populären Weltanschauungsbegriff um 1900 bietet einen möglichen Ansatz um die sozialpsychologisch vielfach nachgewiesenen Überschneidungen zu verstehen, die zwischen der Esoterik-Szene, dem Impfgegner-Milieu einerseits und Verschwörungstheorien andererseits bestehen.

## In anderen Sprachen
Das deutsche Wort Weltanschauung ist in vielen Sprachen der Welt ein Germanismus.
Im englischen Sprachgebrauch sind dabei sowohl die Lehnübertragungen „worldview“, „world outlook“ als auch der Xenismus „Weltanschauung“ seit dem 19. Jahrhundert verbreitet. Der kollektive und soziokulturelle Aspekt scheint hier im Vordergrund zu stehen. Beispiele für Lehnbildungen in den germanischen Sprachen sind niederländisch: wereldbeeld oder wereld-beschouwing, dänisch und norwegisch: verdensanskuelse, schwedisch: världsåskådning.
Eine weitere Lehnbildung findet sich im Spanischen: Cosmovisión.
Im Japanischen (世界観) setzt sich der Begriff zusammen aus den Schriftzeichen für „Welt“ und „Ansehen“ oder aber auch „Mensch“, „Leben“ und „Ansehen“ (人生観) und kann in der Alltagssprache auch die Bedeutung von „virtuelle Welt“ annehmen.
Im Französischen heißt es: la weltanschauung. „Dieser deutsche Beitrag zum internationalen Wortschatz ist ein zweifelhafter Gewinn.“ (Theodor Geiger)

## Politik, Gesellschaft und Soziologie
Die von Menschen vertretenen Weltanschauungen und Werte, deren Funktion in der persönlichen Lebensbewältigung, wie auch ihre gesellschaftliche Verbindlichkeit und ihre soziale Funktion, ihre philosophischen, politischen oder religiösen Wurzeln, können als eine Problemstellung der philosophischen Anthropologie betrachtet werden, die umstandslos von der Pluralität und Kontingenz existierender Weltanschauungsweisen auszugehen hätte.
Dabei befindet sich die soziale Verbindlichkeit von Werten und Normen in einem Spannungsverhältnis zur persönlichen Freiheit und der Entfaltung des Individuums; zum anderen konstituiert sie Identität und soziale Identifikation mit Gruppen durch die Abgrenzung zu anderen Anschauungen anderer Gruppen (wie Nationen und Religionen, Schulen und Traditionen, Vereinen und Clubs, Stämmen und Clans).
Die in einer Gemeinschaft vorherrschenden kulturellen Leitideen bestimmen in hohem Maße die Gestalt und das Leben in dieser Gemeinschaft. Damit ist das Problem der Weltanschauung vor allem auch eine grundlegende politische Frage.
Das Problem, inwieweit persönliche wie kollektive Wertvorstellungen an der Gestaltung des Gemeinschaftswesens oder des Staates, also an der Politik teilhaben sollten, ist sehr viel älter als der Begriff Weltanschauung oder Ideologie selbst. Während in der Antike die Frage nach dem Sinn und Ziel der Politik und polis mit der natürlichen Anlage des Menschen zur sozialen Gemeinschaft (siehe auch zoon politikon) und seinem Streben nach Glückseligkeit beantwortet wurde und damit sowohl deren Ursprung, wie deren Bestimmung (Telos) beschreibt, weist erst die frühe Neuzeit den weltanschaulichen Anspruch an die Politik entschieden zurück – indem sie eine teleologische Vorstellung von Politik überhaupt erst als „weltanschaulich“ auszeichnet.

### Hobbes
Thomas Hobbes’ Erfahrungshintergrund waren der englische Bürgerkrieg und dessen religiöse und weltanschauliche Kämpfe, die mit erbitterter Brutalität und – in seiner Sicht – oft doppelter Moral geführt wurden. Hobbes hielt die moralische oder religiöse Begründung politischer Intervention für das Grundübel seiner Zeit. Er reagierte auf diese Herausforderung mit einer politischen Theorie (siehe auch Leviathan), in der der Souverän absolut und autonom agiert, der Bürger sich aber der öffentlichen Meinung in religiösen und weltanschaulichen Fragen zu enthalten hat, da dies der erneuten Wiederaufnahme des Bürgerkrieges gleichkäme.
Die öffentliche, kritische Meinungsäußerung kommt im Rahmen dieses Konzeptes dem Hochverrat gleich und dem Souverän wird das Recht eingeräumt, dagegen mit allen Mitteln vorzugehen. Einziger Zweck des Staates ist die Überwindung des Naturzustandes, des „Krieges aller gegen alle“ (Bellum omnium contra omnes) – kann er diesem nicht Einhalt gebieten, verliert er seine Legitimation. Der Bürger nimmt somit zwei Identitäten an:
- zum einen ist er „Staatsbürger“ mit der Pflicht zu absolutem Gehorsam,
- zum anderen Privatmann, dessen Gewissen seine Privatangelegenheit zu bleiben hat. In dieser ist er allerdings frei und eine Gewissensforschung des Souveräns unzulässig.

Da diese Unterteilung in eine private Sphäre und eine öffentliche Aufgabe in gleichem Maße für die Person des Fürsten gilt, erzwingt dies die Unterordnung der Moral unter die Staatsräson in der praktischen Politik. (vgl. Reinhart Koselleck: „Kritik und Krise“, FaM 1973)
Das aufgeklärte Bürgertum des 18. Jahrhunderts kritisierte die als zutiefst amoralisch empfundene Kabinettspolitik und ein rein operatives Verständnis von Politik als eine Zumutung an die menschliche Vernunft, die zum Beispiel in der Verteufelung Machiavellis und der Emphase der „Bürgertugenden“ ihren Ausdruck fand.

### Rousseau
So sieht etwa Jean-Jacques Rousseau in der „Abhandlung über die Wissenschaften und die Künste“ von 1750 den technischen und zivilisatorischen Fortschritt seiner Zeit als einen moralischen Rückschritt. Die geforderte „Vernunft“ verhält sich zu einer bloßen Zweck-Mittel-Rationalität (siehe auch Verstand) für Rousseau geradezu konträr. Er findet in der Gesellschaft seiner Zeit mit dieser Kritik großen Anklang und wirkt mit ihr bis in die Französische Revolution. Mit der Revolution von 1789 kehren die idealistischen (und teilweise utopischen) Ansprüche in die praktische Politik zurück, deren stärkster Ausdruck die Proklamation der Universalität der Menschenrechte darstellt. Im Unterschied zu den weltanschaulichen Kämpfen der Zeit von Hobbes sind die ideologischen Kämpfe nun weniger religiös bestimmt, sondern werden im Namen eines höheren Ideals (vor allem auch gegen die Religion) ausgefochten.
Für das Fortschrittsdenken des deutschen Idealismus des 19. Jahrhunderts steht die sittlich-moralische Aufgabe des Staates außer Frage: vielmehr ist der Staat Ausdruck der moralisch-sittlichen Konstitution des Menschen und Ausweis seiner Vernunft, sein Zweck die Verwirklichung und Gestaltung der Freiheit. Für Hegel objektiviert sich der subjektive Geist dialektisch in seinen Institutionen (wie Recht, Gesellschaft und Staat) und ermöglicht das Walten des absoluten Geistes, wie Kunst und (institutionalisierter) Philosophie. Dieser ermöglicht durch die Reflexion auf die historische Situation, in welcher Hegel den Zusammenhang des zu sich selbst kommenden absoluten Geistes als absolutes Wissen erkennt, die Aussage …
… „in und mit Preußen – genauer, auf dem Lehrstuhl für Philosophie und Ästhetik an der Berliner Universität – komme der Weltgeist zu sich selbst zurück. Folglich sei alles was sei auch gut so wie es sei, da die historische Situation wesentlich Bedingung der Möglichkeit der Erkenntnis der historischen Situation und damit Bestimmung des Zweckes der Geschichte überhaupt ist: das Bewusstsein des Geistes von sich selbst.“
Dass in Preußen keineswegs alles gut ist, wie es ist, ist der entscheidende Einsatzpunkt der Kritik von Marx und Engels: die Hegelsche Philosophie gehe an der gesellschaftlichen Realität vorbei und das Scheitern einer zutreffenden Beschreibung der Verhältnisse mache ihre idealistischen Grundannahmen hinfällig.
Vielmehr sei aus der materialistischen Analyse der herrschenden Verhältnisse eine Theorie der Gesellschaft zu entwickeln, die nicht den ideologischen Selbsttäuschungen unterliege. Entscheidend an der materialistischen Umwendung der Philosophie Hegels – ihn vom Kopf auf die Füße stellen – ist, dass sich auch Marx und Engels der Idee und Aufgabe verpflichtet fühlen, die noch zu schaffenden gesellschaftlichen Institutionen eines zukünftigen kommunistischen „Reichs der Freiheit“ ins Bewusstsein zu heben. Die Verwirklichung von Idealen wie Gerechtigkeit und Gleichheit wäre dann keine bloß gedachte, sondern eine reale Freiheit von Unterdrückung und Zwang. Die lange Geschichte der Unterdrückung des Menschen durch den Menschen entmutige Marx und Engels keineswegs von der Annahme, dass das Ende der Unterdrückung vor allem institutionell überwunden werden könne, da die veränderten materiellen Bedingungen des gesellschaftlichen Lebens („Eigentum an Produktionsmitteln“) letztlich auch das Bewusstsein verändern würden und die Einsicht in den historischen Prozess allgemein machten.

### Marx
Die objektive materialistische wissenschaftliche Methode des Marxismus ist der Ausgangspunkt, von dem aus das Bewusstsein über die tatsächlichen Verhältnisse erlangt wird, um die materiellen gesellschaftlichen Bedingungen zu verändern. Allein dieser Zweck bestimmt die Methode, so dass gesagt werden kann, dass diese Perspektive gewählt und nur in dieser Hinsicht berechtigt ist (Feuerbachthese). Recht verstanden stellt die Objektivität des historischen Materialismus also eine geschichtliche Notwendigkeit dar, keine „absolute“.
Der Umsturz der gesellschaftlichen Besitzverhältnisse ist auf zweierlei Weisen denkbar:
- Entweder der Umsturz findet „ad hoc“ statt, weil der Kapitalismus an seinen inneren Widersprüchen zugrunde geht und das revolutionäre Potential zu seiner Überwindung selbst produziert (das „Lumpenproletariat“).
- Oder die unterdrückte Klasse – das Proletariat – wird über ihre eigenen Interessen ins Bild gesetzt und der ohnehin notwendige historische Prozess beschleunigt, d. h., es wird sich seiner historischen Aufgabe der Befreiung der ganzen Gesellschaft bewusst. Dies schließt auch die Befreiung der Kapitalisten von der entmenschlichenden Aufgabe der Unterdrückung ein. Das Proletariat ergreift die Initiative, da es in den bestehenden Verhältnissen nicht nur vom Produkt seiner Arbeit, sondern auch dem gesellschaftlichen Überbau entfremdet ist und sein Klassenbewusstsein dem allgemeinen, durch die Bourgeoisie bestimmten gesellschaftlichen Verdeckungszusammenhang bereits vorausläuft. Die Verbreitung der Ideen des Kommunismus ist also integraler Bestandteil der Theorie selbst, deren Durchsetzung die Gültigkeit der Theorie gerade erweist (siehe auch Das kommunistische Manifest).

So ist erstmals die Wahl einer bestimmten weltanschaulichen Perspektive – des wissenschaftlichen Materialismus, der sich als Ideologiekritik und Überwindung der ideologischen Perspektive versteht – in den Dienst einer Sache gestellt und in ihrer inneren Logik durch diese Sache allein bestimmt: der Befreiung des Menschen von der Unterdrückung.
Insofern kann man sagen, dass Marx von seiner Ideologiekritik selbst gelernt hat, dass Ideologien operativ disponibel sind. Da Ideologien die materiellen Herrschaftsverhältnisse in der Gesellschaft verdecken, also keineswegs „Realität“ abbilden, ist es im Umkehrschluss auch möglich, die Herrschaftsverhältnisse durch ein verändertes Bewusstsein zu stürzen, da die Kenntnis der wirklichen Verhältnisse die richtigen Maßnahmen zur Folge hat.

### Psychologische Aspekte
Die identitätsstiftende Funktion und die entstehende Gruppendynamik ist seit der Entdeckung und Erforschung der Massenpsychologie (siehe auch Gustave Le Bon) im 19. Jahrhundert zu einem bevorzugten Objekt der Manipulation und des Machtmissbrauches geworden, obwohl der Appell an gemeinsame Ansichten und eine geteilte Identität zu den ältesten Machtmitteln überhaupt gehören dürfte.
Die bereits im 19. Jahrhundert beobachtete allgemeine Vermassung, Entindividualisierung, Lenkbarkeit und soziale Wurzellosigkeit breiter Schichten der Bevölkerung (v. a. des entstehenden Proletariats und des Kleinbürgertums), die Zunahme an Verkehr und die zunehmende Verbreitung von Massenkommunikationsmitteln haben das politische und soziale Gefüge der Neuzeit grundlegend verändert und die Möglichkeiten der ideologischen Manipulation ganzer Völker entfesselt. Dabei standen vielen Theoretikern der Massenpsychologie vor allem die Umwälzungen der Französischen Revolution und der Schrecken des Terrors als Beispiel vor Augen.
Der zugrundeliegende historische Prozess wurde von Michel Foucault sozialpsychologisch als eine Ablösung des bloßen Gehorsams, der Pflicht und des äußeren, oft körperlichen Zwanges durch eine erzwungene Internalisierung sozialer Wertvorstellungen und Gruppenzugehörigkeit beschrieben, denen gegenüber – vermeintlich – freiwillig Loyalität geübt wird. In diesem Kontext ließe sich eine Weltanschauung als gefestigte verinnerlichte Kontrollinstanz innerhalb eines sozialen Gefüges interpretieren. Sie hätte die Funktion die Spaltung der Persönlichkeit im Konflikt zwischen gesellschaftlichen Ansprüchen und dem Freiheitsbedürfnis des Individuums zu verhindern, indem es die gegebene Interpretation als vernünftig, allgemein und normal in die eigene Persönlichkeit weitgehend zu integrieren sucht und so den sozialen Zwang vor sich selbst als freiwillige Wahl ausgibt. Normalität definiert sich dann gesellschaftlich vor allem an abweichenden Verhaltensweisen, die in Schule, Gefängnis und Psychiatrie erzogen, bestraft oder therapiert werden. (Michel Foucault: „Überwachen und Strafen“, FaM 1976)

## Grundgesetz für die Bundesrepublik Deutschland
Gemäß dem Grundgesetz wird Weltanschauung als Gegenstück zur Religion angesehen. Während letztere eine transzendente Erklärung des Weltganzen liefere, befasst sich die Weltanschauung mit einer weltimmanenten Gesamtsicht der Welt.
Artikel 3 [Gleichheit vor dem Gesetz]
(3) Niemand darf wegen seines Geschlechtes, seiner Abstammung, seiner Rasse, seiner Sprache, seiner Heimat und Herkunft, seines Glaubens, seiner religiösen oder politischen Anschauungen benachteiligt oder bevorzugt werden.
Artikel 4 [Glaubens-, Gewissens- und Bekenntnisfreiheit]
(1) Die Freiheit des Glaubens, des Gewissens und die Freiheit des religiösen und weltanschaulichen Bekenntnisses sind unverletzlich.
(2) Die ungestörte Religionsausübung wird gewährleistet.
Aus der Regelung des Art. 4 Abs. 1 GG wird geschlussfolgert, dass Weltanschauung und Religion gleich zu behandeln seien. Unter diesem Gesichtspunkt werden die weiteren Bestimmungen des Grundgesetzes bezüglich der Religion gelesen und auch auf die Weltanschauungen angewendet. Eine trennscharfe Abgrenzung zwischen Religion und Weltanschauung ist damit nicht notwendig. Ausdrücklich ist diese Gleichstellung in Art. 137 Abs. 7 der Weimarer Reichsverfassung geregelt, der gemäß Art. 140 GG fortgilt.
Artikel 137 WRV [Kollektive Glaubensfreiheit und öffentlich-rechtliche Organisation]
(7) Den Religionsgesellschaften werden die Vereinigungen gleichgestellt, die sich die gemeinschaftliche Pflege einer Weltanschauung zur Aufgabe machen.